# David Mellor
David John Mellor (né le 12 mars 1949) est un homme de médias, avocat et homme politique britannique. En tant que membre du Parti conservateur, il siège au cabinet du premier ministre John Major comme Secrétaire en chef du Trésor (1990-1992) et secrétaire d'État au Patrimoine national (avril-septembre 1992), avant de démissionner en 1992. Il est député de Putney de 1979 à 1997. 
Depuis qu'il a quitté le Parlement, Mellor travaille comme chroniqueur de journal, présentateur de radio et conférencier, est président du "Football Task Force" du gouvernement et s'est lancé dans une carrière fructueuse en tant que consultant en commerce international et entrepreneur. 

## Biographie

### Éducation
Né à Wareham, Dorset, Mellor fait ses études à Swanage Grammar School et à Christ's College, Cambridge, période pendant laquelle il est président de l'Association conservatrice de l'Université de Cambridge et candidat au University Challenge. 

### Début de carrière
Après avoir brièvement travaillé pour Jeffrey Archer (à l'époque député) tout en étudiant pour ses examens du barreau, Mellor est devenu avocat en 1972. Il cesse d'exercer en 1979 après avoir été élu député et il reste «non-pratiquant». Il est nommé conseiller de la reine en 1987, grâce à une convention maintenant abolie par laquelle les membres du Parlement qui étaient également des avocats pouvaient, après avoir atteint environ 15 ans de service en tant que député, choisir d'être ainsi nommés. C'était une pratique controversée car les nominations étaient faites sans qu'il soit nécessaire de démontrer des qualifications juridiques.  

### Carrière parlementaire
Après s'être présenté à West Bromwich East aux élections générales d'octobre 1974, il devient par la suite député de Putney aux élections générales de 1979. Il est réélu à trois reprises aux élections générales de 1983, 1987 et 1992. 

#### Ministre du gouvernement
Mellor est nommé sous-secrétaire d'État parlementaire au ministère de l'Énergie en 1981, devenant ainsi le plus jeune ministre du gouvernement, âgé de 32 ans. 
En 1983, Mellor est nommé au ministère de l'Intérieur où il est impliqué dans la préparation de plusieurs lois, dont la Police and Criminal Evidence Act 1984, la loi de 1985 sur la poursuite des délinquants portant création du Crown Prosecution Service ; la législation permettant de réexaminer les erreurs judiciaires; et l'importante législation sur le bien-être des animaux en matière de vivisection «tests de laboratoire sur les animaux», la loi de 1986 sur les animaux (procédures scientifiques). 
Le dernier texte, préparé par une coalition de welfaristes animaliers et de scientifiques dirigée par Sir Andrew Huxley (président de la Royal Society), et est lancé conjointement par eux, Mellor, et le militant Dr Michael Balls. 
En 1987, Mellor est promu au ministère des Affaires étrangères par Margaret Thatcher, et est nommé responsable du Moyen-Orient, de l'Europe de l'Est et de l'Union soviétique (avant la chute du rideau de fer). À ce stade, il fait une longue apparition dans le programme de discussion de Channel 4 After Dark en parlant de la mafia. 
En janvier 1988, lors d'une visite officielle en Israël il proteste avec colère devant la presse et les caméras de télévision devant un colonel de l'armée israélienne au sujet de ce qu'il considérait comme la manière «excessive» et brutale dont les troupes traitaient les Palestiniens locaux. 
Il est brièvement ministre de la Santé en 1988, où il est responsable de la réforme des services de santé, avant d'être nommé conseiller privé en 1990 par Margaret Thatcher, peu de temps avant qu'elle ne démissionne de son poste de premier ministre. 
Mellor est brièvement ministre des Arts en 1990 avant d'entrer dans le nouveau cabinet de John Major en tant que secrétaire en chef du Trésor en novembre 1990. Il est interviewé en décembre 1991 sur le programme télévisé Hard News après la création de la commission Calcutt qui enquêtait sur les pratiques de la presse. Mellor affirme lors de l'interview que "la presse - la presse populaire - boit dans le Saloon de la Dernière Chance" et appelle à des freins sur la "vache sacrée" de la liberté de la presse. La presse, très critiquée à l'époque, réagit avec fureur, affirmant qu'il préjugeait de l'enquête de David Calcutt. 
Après les Élections générales britanniques de 1992, il est nommé secrétaire d'État dans le nouveau Département du patrimoine national (maintenant le Département de numérique, Culture, Médias et Sport), période pendant laquelle il est connu sous le nom « ministre for Fun" après les commentaires qu'il fait à la presse en attendant en quittant 10 Downing Street à sa nomination. 

#### Démission
Les représailles des médias pour son commentaire sur le "saloon de la dernière chance" sont survenues en juillet 1992, lorsque l'ancienne maîtresse de Mellor, l'actrice Antonia de Sancha, vend l'histoire de l'affaire extra-conjugale de Mellor avec elle pour 35 000 £. Leurs conversations téléphoniques avaient été secrètement enregistrées par le propriétaire de de Sancha, une activité qui à l'époque était tout à fait légale en Angleterre. 
Le premier ministre John Major soutient Mellor tout au long de l'incident, mais les médias ont maintenu la pression. Une affaire de diffamation intentée par Mona Bauwens contre The People, qui est venue devant la Haute Cour en septembre 1992, conduit à la révélation que Mellor a accepté le cadeau d'un mois de vacances à Marbella de Bauwens pour sa famille en août 1990. Le lien de Mellor avec Bauwens, la fille de Jaweed al-Ghussein, le directeur financier de l'OLP (officiellement le Fonds national palestinien)  met la pression sur lui et il démissionne le 24 septembre 1992. 

### Fin de carrière
À la suite de la fusillade de l'école de Dunblane en 1996, lorsque Thomas Hamilton a abattu 16 enfants et leur enseignant avant de se suicider, Mellor mène une révolte d'arrière-ban contre le gouvernement, qui conduit à l'interdiction presque complète de la possession d'armes de poing. 
Mellor se présente aux élections générales de 1997, mais est battu par Tony Colman du Parti travailliste. La soirée électorale a été mémorable pour la confrontation de Mellor avec le fondateur du Parti référendaire, James Goldsmith - Mellor est raillé par Goldsmith et Michael Yardley, le porte-parole de l'Alliance des sportifs . 

### Après le Parlement
Mellor est nommé président du nouveau "groupe de travail sur le football" du gouvernement travailliste d'août 1997 jusqu'à sa dissolution en 1999. Parmi les recommandations acceptées par le gouvernement travailliste et introduites dans la loi figure la criminalisation des abus raciaux commis par un spectateur individuel, par opposition à un groupe. 
Mellor se lance dans une carrière dans le journalisme, et écrit des éditoriaux pour six journaux nationaux dont le Evening Standard, The Guardian et The People, souvent sur l'actualité, mais aussi des sujets comme le sport et les arts. Aujourd'hui supporter de Chelsea, il présente régulièrement des émissions liées au football sur BBC Radio 5 jusqu'en 2001, et des émissions de musique classique sur BBC Radio 2 et BBC Radio 3. 
Il présente David Mellor et The New Releases Show sur Classic FM. Il est critique d'opéra et de musique classique pour le journal britannique The Mail on Sunday. Il est un collaborateur régulier de la station de radio LBC, sur laquelle il a déjà co-animé un programme de discussion politique et d'actualité le samedi matin pendant huit ans avec l'ancien maire de Londres Ken Livingstone. En 2016, lorsque Livingstone est limogé, le contrat de Mellor n'a pas été renouvelé. 
Il mène également une carrière de consultant en commerce international, principalement axé sur le Moyen-Orient et la Chine. Il est conseiller principal d'un large éventail d'entreprises aussi diverses que Ernst et Young, BAE Systems, Aedas et une grande banque islamique basé dans le Golfe. Il est également associé principal d'une société de courtage en investissement avec des bureaux à Londres et à Hong Kong.   
En 2007, Mellor devient administrateur et copropriétaire de Wharf Land Investments, une société immobilière. La société est mise en difficulté en 2013, avec des dettes de plusieurs millions de livres, après avoir été poursuivie avec succès par un investisseur russe appelé Pavel Lisitsin, qui affirmé avoir été lésé de 2 millions de livres sterling dans un accord foncier dans le Berkshire en 2005.   

## Vie privée
Mellor épouse Judith le 20 juillet 1974. Le couple a deux fils avant de divorcer en 1995.
Mellor vit avec sa compagne de 20 ans, Penelope Lyttelton, vicomtesse Cobham.